# Привезак за кључеве
Привезак за кључеве је мали ланац, обично израђен од метала или пластике, који повезује неки мали предмет за прстен са кључевима. Дужина привезака за кључеве омогућава лакшу употребу него да су повезани директно на кључеве. Неки привесци за кључеве омогућавају да се један или оба краја окрећу, спречавајући да се привезак заврти док се предмет користи.
Привезак за кључеве може такође бити веза између привезака за кључеве и каиша. Обично га користи запослено особље чији посао захтева учесталу употребу кључева, као што су радници обезбеђења, затворски службеници, домари или менаџери малопродајних радњи. Ланац се често увлачи, па уместо металног ланца може бити и најлонско уже. Ланац осигурава да кључеви остану прикачени за оног који их користи, чини случајни губитак мање вероватним и штеди на хабању џепова корисника.

## Употреба привезака за кључеве
Привесци су један од најчешћих сувенира и рекламних предмета. Најчешће се користе за промоцију предузећа. Стандардни привезак за кључеве садржи име предузећа, контакт информације и често логотип.
1950-их и 1960-их, унапређењем техника производње пластике, промотивни предмети укључујући и привезак постали су јединствени. Предузећа су могла да поставе своја имена на промотивне тродимензионалне привеске за кључеве који су јефтинији од стандардних металних привеска.
Људи понекад причвршћују привезак за кључеве на каиш (или гајку каиша) како би избегли губитак или омогућили брз приступ. Многи привесци за кључеве нуде и функције које власник жели. Ту се убрајају војни нож, отварач за боце, електронски организатор, маказице, адресар, породичне фотографије, футрола за таблете, па чак и бибер спреј. Модерни аутомобили имају привезак за кључеве који служи као даљински за закључавање/откључавање аутомобила, или чак покретање мотора. Електронски проналазач кључева је такође корисна ставка која се налази на многим кључевима и која ће се огласити позивом за брзо проналажење када буде потребно.

## Прстен за кључеве
Прстен за кључеве или „спирални прстен“ је прстен на коме се држе кључеви и други ситни предмети, који су понекад повезани са привесцима. Остале врсте прстенова за кључеве израђене су од коже, дрвета и гуме. Прстенове за кључеве је измислио у 19. веку Семјуел Харисон. Најчешћи облик прстена је комад метала у 'двострукој петљи'. Било који крај петље може се отворити како би се омогућило уметање кључа и померање дуж спирале све док не постане потпуно уметнут у прстену. Нови карабинери се такође често користе као привесци за кључеве ради лакшег приступа и измене. Често је привезак за кључеве украшен кључем за само-идентификацију.

## Привезак
Привезак је генерално декоративан а понекад и користан предмет који многи људи носе са својим кључевима, на прстену или ланцу, ради лакше идентификације, бољег држања или давања личног печата.
Привесци се веома разликују по величини, стилу и функционалности. Најчешће су то једноставни дискови од глатког метала или пластике, обично са поруком или симболом попут логотипа или знаком важне групне припадности. Привезак може бити симболичан или строго естетски, али може бити и мали алат. Ту су мале лампице, компаси, калкулатори, ножеви, картице за попуст, отварачи за флаше, сигурносни токени и УСБ уређаји. Како електронска технологија постаје све јефтинија, минијатурне верзије (претходно) већих уређаја за кључеве постају уобичајене, као што су дигитални оквири за фотографије, јединице за даљинско управљање и отварање гаражних врата, скенери баркода и једноставне видео игре или други уређаји попут инхалатора.
Неки малопродајни објекти као што су бензинске пумпе држе закључане тоалете и купци морају да затраже кључ од особља. У таквим случајевима, привезак за кључеве је веома велики да би купцима било тешко да их однесу са кључем.

### Кључеви за контролу приступа
Привесци кључева за контролу приступа су електронски привесци који се користе за контролу приступа зградама или возилима. Користе се за активирање таквих ствари као што су даљински улазни системи без кључа на моторним возилима. Старији електрични привесци су радили помоћу инфрацрвеног зрачења и за рад им је била потребна јасна линија вида. Новији модели користе проверу аутентичности-одговор преко радио фреквенције, тако да су тежи за копирање и за њихово коришћење није потребно јасно видљиво поље.
Привесци се користе и у стамбеним зградама за контролу приступа заједничким просторијама (на пример, врата ходника, складишта, фитнеса, базена), а могу се програмирати тако да омогућавају приступ само оним деловима зграде у којима је закупцима или власницима дозвољен приступ, или само у одређеним временским оквирима. Могу имати и тастатуру на којој корисник мора унети шифру.   
Трошкови привезака за кључеве варирају у зависности од њихове намене. Рекламни привесци за кључеве почињу од само неколико центи по комад до неколико долара сваки. Обично се купују у великим количинама, често преко 500 одједном.
Сувенир привесци су један од најпопуларнијих привезака који се продају. Ово су привесци за кључеве који представљају путовање или локацију коју особа посећује. Они најчешће коштају од 1 до 10 УСД.

## Као колекционарски предмет
Најпопуларније колекције привезака кључева су рекламне, сувенири, споменици, популарни ликови и предмети-успомене.
Колекционари приказују и складиште своје привеске на неколико различитих начина. Могу се складиштити и приказати на плочама, носачима алата, на великим ланцима, у витринама, на зидовима. Неке су колекције довољно велике да су читаве собе посвећене колекцији привезака.
Према Гинисовој књизи рекорда, највећа колекција привезака састоји се од 62 257 предмета, које је сакупио Ангел Алварез Корнехо у Севиљи, Шпанија, што је потврђено 25. јуна 2016. Он је почео сакупљање са 7 година. Због невероватне величине своје колекције, он сада држи своје привеске у гаражи и изнајмљеном складишту.
Претходни рекордер био је Брент Дикон из Џорџије, Сједињене Државе са колекцијом од 41.418 предмета.
Привесци не задржавају своју вредност као предмети из других колекција. Стандардни привезак за кључеве који је купљен за пет долара може коштати мање од једног долара након неког времена без обзира на стање. 
Предмети који се обично причвршћују путем привеска за кључеве или које привесци за кључеве укључују:
- Отварачи за флаше
- Карабинери
- Компаси
- Кредитне картице
- Дигитални диктафони
- Електронске игре
- Батеријске лампе
- Проналазачи кључева
- Прстенови за кључеве
- Куботани
- Траке (за око врата)
- Ласерски показивачи
- Упаљачи
- Логотипи, пароле или фразе
- Картице програма лојалности
- Магнет
- Чланске карте (нпр. библиотекарске картице, чланске карте у теретани итд.)
- Мемо плочице
- Маказе за нокте
- Украсни или декоративни предмети
- Личне сирене
- Бибер спреј
- Кутије за таблете
- Фотографије (носачи фотографија)
- Џепни ножеви
- Зечја стопала
- Верски предмети (нпр. крстови, путничке молитве или хамсаси)
- Безбедносни токени
- Мерне траке
- Текстуалне налепнице
- Термометри (аналогни и дигитални)
- Алати (нпр. ножеви швајцарске војске)
- УСБ уређаји
- Даљински управљачи за возила
- Сатови и штоперице
- Звиждаљке
- Руж за усне
- Репови животиња (нпр. веверица, ракун или лисица)
- Ауто привесци за кључеве
- Рубикова коцка
- Фигуре познатих ликова